# Rokycany (stacja kolejowa)
Rokycany – stacja kolejowa w Rokycanach, w kraju pilzneńskim, w Czechach. Znajduje się na magistrali kolejowej Praga - Pilzno, w samym centrum miasta. Położona jest na wysokości 370 m n.p.m.
Na stacji istnieje możliwość zakupu biletów na wszystkiego rodzaju pociągi oraz rezerwacji miejsc. 

## Linie kolejowe
- 170 Praha - Beroun - Plzeň - Cheb
- 175 Rokycany - Nezvěstice